# Lömsch Lehmann

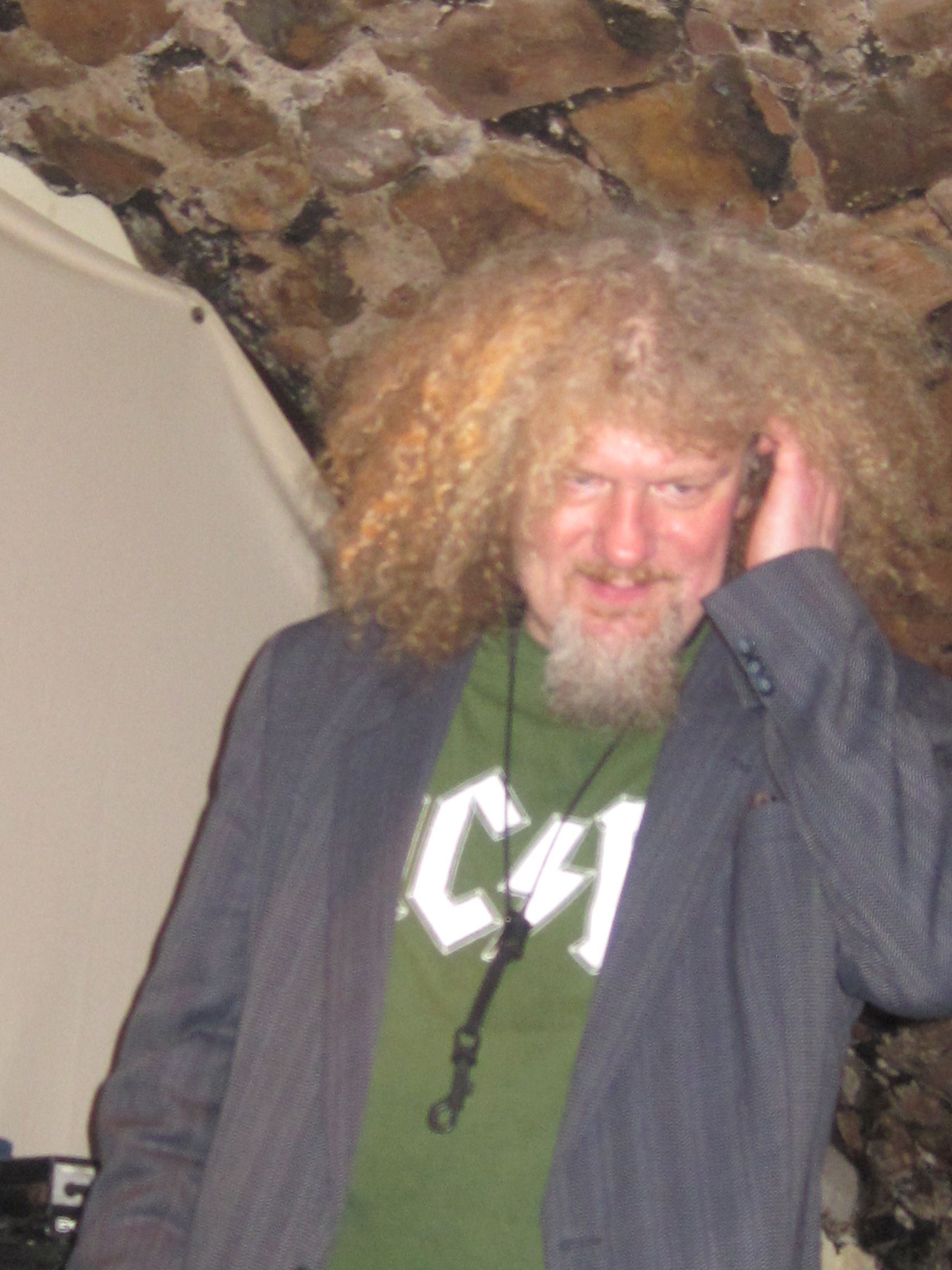
Lömsch Lehmann (2014 in Marburg)

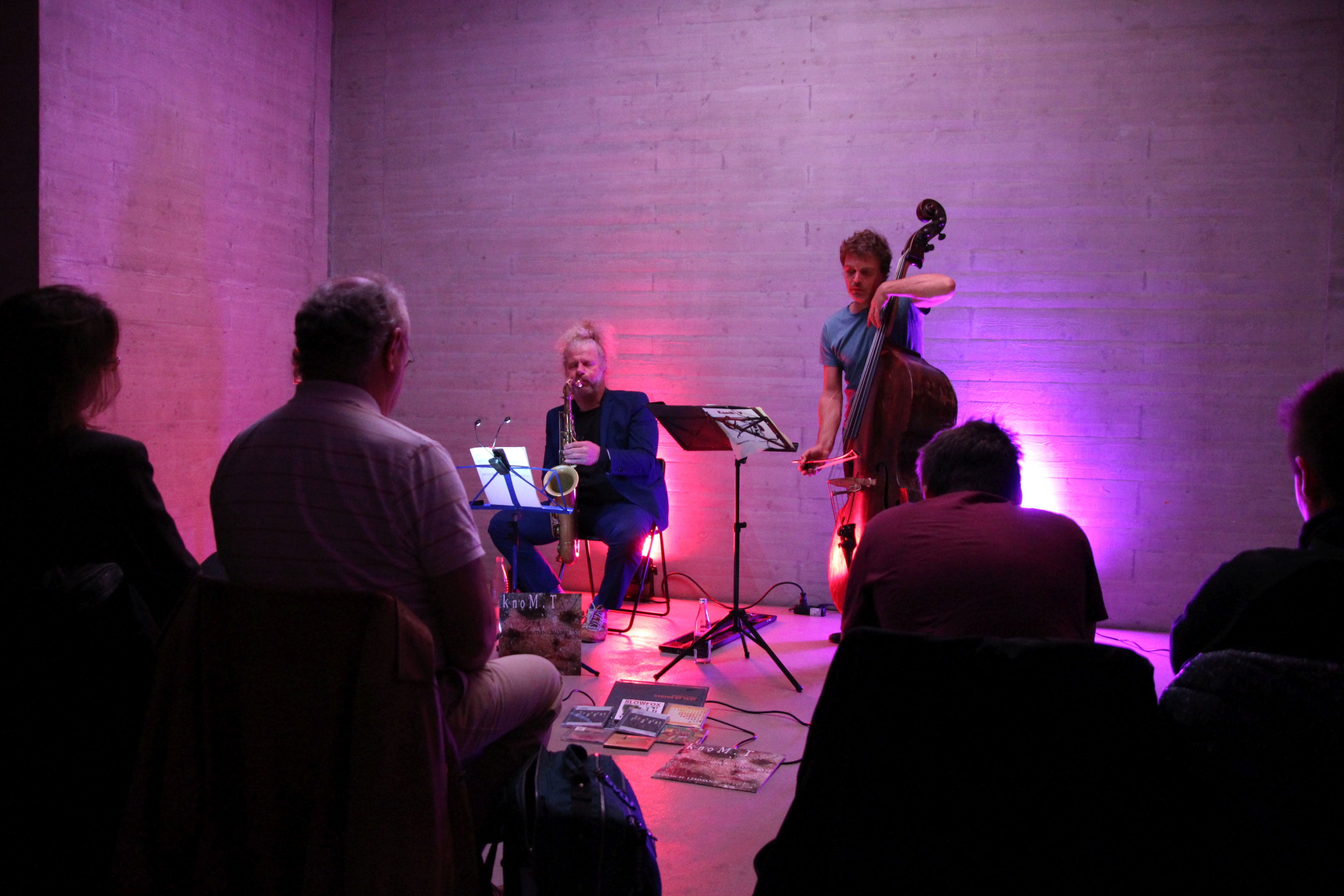
Lömsch Lehmann (li.) während eines Konzerts mit dem Projekt knoM .T (2019)

Lömsch Lehmann (bürgerlich: Bernd Lehmann, * 17. Januar 1966 in Dudenhofen) ist ein deutscher Jazzmusiker und Komponist mit den Hauptinstrumenten Klarinette, Tenorsaxophon und Baritonsaxophon.

## Leben und Wirken
In der Musikszene der Pfalz und Nordbadens begann Lömsch Lehmann mit der Ausbildung zum klassischen Klarinettisten bei Hans Pfeiffer an der Musikhochschule Heidelberg/Mannheim. Bei Jugend musiziert gewann er mehrmals und war Mitglied des Kammermusik Ensemble Rheinland-Pfalz und des Jazz Orchester Rheinland-Pfalz.
Bereits 1982 beschäftigte er sich zusätzlich mit dem Tenorsaxophon und seit 2001 auch mit dem Baritonsaxophon. Insbesondere beeinflusste Lömsch Lehmann die Improvisierte Musik. 1986 gründete er die Gruppe Grey Eminence, mit der in Zusammenarbeit mit dem Regisseur Heinz von Cramer auch preisgekrönte Klangkunst-Hörwerke für das Radioprogramm entstanden.
Der Musiker spielt seit der Gründung bei Underkarl, einer 1993 vom Kölner Bassisten Sebastian Gramss gegründeten Band. Diese verfolgt insbesondere als Ziel, den Humor zum festen Bestandteil ihrer die Grenzen von Jazz, Rock und Tanzmusik überwindenden Musik werden zu lassen. Mit Underkarl sind über 500 Auftritte zu verzeichnen.
Außerdem treten Sebastian Gramss und Lömsch Lehmann seit 1999 als Duo knoM.t auf. Aufgefallen ist Lömsch Lehmann auch mit seinen Duos und gelegentlichen Trios mit Erwin Ditzner und Markus Faller. Dabei suchen sie auch die Verbindung zur zeitgenössischen Kunst durch entsprechende Zusammenarbeit.
Mit Klarinette und Saxophon war Lehmann von 2001 bis 2008 bei Mardi Gras.bb zu hören, einer international renommierten Blues/Brass Band.
Lehmann gehört zu den Vertretern der modernen Jazzimprovisation. Neben Tourneen und Konzerten in Nordamerika und Afrika ist er auf zahlreichen Festivals Europas vertreten.